# Итакуатиара

Итакуатиара на карте штата.

Итакуатиара (порт. Itacoatiara) — муниципалитет в Бразилии, входит в штат Амазонас. Составная часть мезорегиона Центр штата Амазонас. Входит в экономико-статистический микрорегион Итакоатиара. Население составляет 86 839 человека на 2010 год. Занимает площадь 8892,04 км². Плотность населения — 9,77 чел./км².

## История
Город основан в 1874 году.

## Границы
Муниципалитет граничит:
- на севере —  муниципалитеты Итапиранга, Силвис
- на северо-востоке —  муниципалитет Урукуритуба
- на востоке —  муниципалитет Боа-Виста-ду-Рамус
- на юго-востоке —  муниципалитет Мауэс
- на юге —  муниципалитет Нова-Олинда-ду-Норти
- на юго-западе —  муниципалитеты Аутазис, Карейру-да-Варзеа
- на западе —  муниципалитет Манаус
- на северо-западе —  муниципалитет Риу-Прету-да-Эва

## Демография
Согласно сведениям, собранным в ходе переписи 2010 г. Национальным институтом географии и статистики (IBGE), население муниципалитета составляет:
| Полное население                               | Полное население                               | Полное население                               | Полное население                               | 106 721 |
| ---------------------------------------------- | ---------------------------------------------- | ---------------------------------------------- | ---------------------------------------------- | ------- |
| в том числе:                                   | Городское население                            | 72 166                                         | Процент городского населения, %                | 66,97   |
|                                                | Сельское население                             | 27 009                                         | Процент сельского населения, %                 | 33,03   |
|                                                | Мужское население                              | 51 616                                         | Процент мужского населения, %                  | 48,16   |
|                                                | Женское население                              | 53 416                                         | Процент женского населения, %                  | 51,84   |
| Плотность населения, чел/км²                   | Плотность населения, чел/км²                   | Плотность населения, чел/км²                   | Плотность населения, чел/км²                   | 9,77    |
| Население муниципалитета в % к населению штата | Население муниципалитета в % к населению штата | Население муниципалитета в % к населению штата | Население муниципалитета в % к населению штата | 2,49    |

## Статистика
- Валовой внутренний продукт на 2004 год составляет 465 871 000,00 реалов (данные: Бразильский институт географии и статистики).
- Валовой внутренний продукт на душу населения на 2004 год составляет 5940,00 реалов (данные: Бразильский институт географии и статистики).
- Индекс развития человеческого потенциала на 2006 год составляет 0,796 (данные: Программа развития ООН).

## География
Климат местности: экваториальный. В соответствии с классификацией Кёппена, климат относится к категории Am.

## Административное деление
Муниципалитет состоит из 2 дистриктов:
| № | Наименование дистрикта | Наименование дистрикта (порт.) | Территория, км² | Население, чел.(2010) | Население, чел.(2010) | Население, чел.(2010) | Плотность, чел./км² | Код дистрикта |
| № | Наименование дистрикта | Наименование дистрикта (порт.) | Территория, км² | всего                 | городское             | сельское              | Плотность, чел./км² | Код дистрикта |
| 1 | Итакуатиара            | Itacoatiara                    | 5840            | 70 663                | 57 961                | 12 702                | 12,10               | 130190205     |
| 2 | Аматари                | Amatari                        | 3052            | 16 176                | 196                   | 15 980                | 5,30                | 130190210     |

## Важнейшие населенные пункты
| № | Населённый пункт  | Населённый пункт (порт.) | Категория | Население чел. (2010) | На карте                       |
| - | ----------------- | ------------------------ | --------- | --------------------- | ------------------------------ |
| 1 | Итакуатиара       | Itacoatiara              | город     | 57 961                | 3°08′20″ ю. ш. 58°26′20″ з. д. |
| 2 | Нову-Ремансу      | Novo Remanso             | поселок   | 3439                  | 3°12′35″ ю. ш. 59°01′31″ з. д. |
| 3 | Линдойя           | Lindóia                  | поселок   | 1289                  | 2°54′31″ ю. ш. 59°03′11″ з. д. |
| 4 | Инженью           | Engenho                  | поселок   | 751                   | 3°09′59″ ю. ш. 59°09′02″ з. д. |
| 5 | Ирасема           | Iracema                  | поселок   | 588                   | 3°18′44″ ю. ш. 58°49′28″ з. д. |
| 6 | Бенжамин-Констант | Benjamin Constant        | поселок   | 234                   | 3°15′22″ ю. ш. 58°54′51″ з. д. |
| 7 | Аматари           | Amatari                  | поселок   | 196                   | 3°16′27″ ю. ш. 58°52′47″ з. д. |